# Антополье (Витебская область)
Антопо́лье (бел. Антаполле) — деревня в Чашникском районе Витебской области Беларуси. Входит в состав Круглицкого сельсовета. Население — 149 человек (2019). До 10 октября 2013 года входила в состав Антопольевского сельсовета.

## География
В 40 км на юго-восток от Чашников, в 14 км от железнодорожной станции Вятны (на линии Орша — Лепель), в 135 км от Витебска.

## Транспорт
Через деревню ежедневно проходит маршрут автобуса Новолукомль — Теребени. Также проходит маршрут из города Чашники в Подмошье.

## История
С 20 августа 1924 года — в составе Слидчанского сельсовета Черейского района Борисовского, с 9 июня 1927 года — Оршанского округов (до 26 июля 1930 года), с 8 июля 1931 года — Чашникского района, с 20 февраля 1938 года — Витебской области.
Оккупирована в начале июля 1941 года немецко-фашистскими захватчиками. Во время Великой Отечественной войны погибли 172 местных жителя. Освобождена в конце июня 1944 года. С 7 июня 1968 года — центр сельсовета. В деревне находятся школа, Дом культуры, библиотека, фельдшерско-акушерский пункт, отделение связи, магазин, туристская база.

## Достопримечательности
- Памятник землякам, погибшим в Великую Отечественную войну — установлен в сквере для почтения памяти 172 местных жителей, погибших в войну.
- Братская могила советских солдат и партизан — находится в 5 км на запад от деревни. Похоронены 47 солдат и партизан, погибших в боях в 1941—1944 годах.
- Курган — археологический памятник, расположенный в 0,1 км на северо-запад от деревни[3].

## Население
- 1994 год — 108 дворов, 425 жителей[4].
- 2009 год — 281 житель.
- 2019 год — 149 жителей[1].